# Léo Naldi
Léo Naldi, pseudonimo di Leonardo Naldi de Matos (Pindamonhangaba, 18 agosto 2001), è un calciatore brasiliano, centrocampista dell'Atl. Goianiense in prestito dal Vitória.

## Caratteristiche tecniche
È un centrocampista difensivo.

## Carriera
Léo Naldi è cresciuto nel Taubaté, dove ha debuttato il 1º settembre 2018 nell'incontro di Copa Paulista vinto 1-0 contro il São Bernardo. Nel 2020 è stato acquistato dal Ponte Preta, inizialmente assegnato alla formazione Under-20. Ha esordito in prima squadra il 29 gennaio 2021 giocando gli ultimi minuti dell'incontro di Série B vinto 7-2 contro il Figueirense.
Il 19 febbraio ha rinnovato il contratto fino al 2024 ed è stato promosso definitivamente in prima squadra ed il 13 marzo ha segnato il suo primo gol contro il Botafogo-SP nel Campionato Paulista. Ormai divenuto titolare, l'11 maggio 2022 ha rinnovato il contratto fino al 2025.
Il 6 marzo 2024 è stato acquistato dal Vitória, neopromosso in Série A. Ha debuttato nella massima divisione brasiliana il 21 aprile giocando titolare il derby contro il Bahia pareggiato 2-2.

## Statistiche

### Presenze e reti nei club
Statistiche aggiornate al 25 aprile 2024.
| Stagione        | Squadra         | Campionato      | Campionato | Campionato | Coppe nazionali | Coppe nazionali | Coppe nazionali | Coppe continentali | Coppe continentali | Coppe continentali | Altre coppe | Altre coppe | Altre coppe | Totale | Totale | Totale |
| Stagione        | Squadra         | Comp            | Pres       | Reti       | Comp            | Pres            | Reti            | Comp               | Pres               | Reti               | Comp        | Pres        | Reti        | Pres   | Reti   |        |
| --------------- | --------------- | --------------- | ---------- | ---------- | --------------- | --------------- | --------------- | ------------------ | ------------------ | ------------------ | ----------- | ----------- | ----------- | ------ | ------ | ------ |
| 2018            | Taubaté         |                 | -          | -          |                 | -               | -               |                    | -                  | -                  | CP          | 1           | 0           | 1      | 0      |        |
| 2020            | Ponte Preta     | A1/SP+B         | 0+1        | 0          | CB              | 0               | 0               |                    | -                  | -                  | CP          | 6           | 0           | 7      | 0      |        |
| 2021            | Ponte Preta     | A1/SP+B         | 8+17       | 1+4        | CB              | 2               | 0               |                    | -                  | -                  |             | -           | -           | 27     | 5      |        |
| 2022            | Ponte Preta     | A1/SP+B         | 12+33      | 0+1        | CB              | 1               | 0               |                    | -                  | -                  |             | -           | -           | 46     | 1      |        |
| 2023            | Ponte Preta     | A2/SP+B         | 17+28      | 2+1        | CB              | 2               | 0               |                    | -                  | -                  |             | -           | -           | 47     | 3      |        |
| 2024            | Ponte Preta     | A1/SP           | 11         | 0          | CB              | 0               | 0               |                    | -                  | -                  |             | -           | -           | 11     | 0      |        |
| 2024            | Vitória         | A               | 1          | 0          | CB              | 0               | 0               |                    | -                  | -                  | CdN         | 3           | 0           | 4      | 0      |        |
| Totale carriera | Totale carriera | Totale carriera | 128        | 9          |                 | 5               | 0               |                    | -                  | -                  |             | 10          | 0           | 143    | 9      |        |

## Palmarès

### Club

#### Competizioni statali
- Campeonato Paulista Série A2: 1

Ponte Preta: 2023
- Campionato Baiano: 1

Vitória: 2024